# Barrière de l'École-Militaire
La barrière de l'École-Militaire, est une ancienne barrière d'octroi de l'enceinte des Fermiers généraux.

## Situation
La barrière de l'École-Militaire était située à l'emplacement de l'actuelle place Cambronne, au niveau de l'avenue de Lowendal, à proximité de la barrière de Grenelle,.

## Origine du nom
Elle était appelée « barrière de l'École-Militaire » en raison de sa proximité avec l'École militaire, institution fondée en 1751 par le roi Louis XV.

## Historique
L'ensemble de la barrière de l'École-Militaire a été construit entre 1784 et 1785 selon les plans de l'architecte Claude-Nicolas Ledoux.
Le 29 octobre 1795, les bastions et dépendances sont loués au prix annuel de 3 100 livres à Pierre-Louis Prusse .
Le 27 septembre 1805, c'est à la barrière de l'École-Militaire que les clés de la ville de Paris sont remises à Napoléon Ier par le préfet et les maires de la Ville de Paris.
Le 4 juin 1833, une rixe éclate à la barrière entre plusieurs soldats qui étaient casernés à l'École militaire.
La barrière a globalement gardé le même niveau de fréquentation au cours de son histoire, son entourage n'ayant pas beaucoup varié depuis sa construction (activités liées à l'École militaire).
En 1872, la barrière de l'École est encore debout, contrairement à une grande partie des barrières du Mur des Fermiers généraux détruites lors du déplacement de l'octroi à l'enceinte de Thiers en 1860. Cependant, le 9 septembre, la ville de Paris met en adjudication les matériaux en provenance de sa démolition à venir.

## Description
La barrière était un complexe symétrique, organisé autour d'un arc de cercle. Elle est composée de deux pavillons principaux monumentaux, avec en leur centre deux guérites ornées de refends et bossages. En avant, deux plus petits pavillons sont reliés aux précédents par des murs courbes.
Les pavillons centraux étaient en pierre de taille, avec un soubassement composé d'un appareillage à ligne de refends. Leur toit était surmonté d'une forme cylindrique en pierre. On y entrait de façon latérale en empruntant un escalier à l'intérieur d'un porche en cul-de-four.
Chaque face était ornée d'un fronton sculpté aux armes du roi, et de frises à triglyphes et métopes représentant des trophées militaires. Ces sculptures sont l'oeuvre du sculpteur Jean Guillaume Moitte. Ils étaient surmontés d'un cylindre en leur centre.

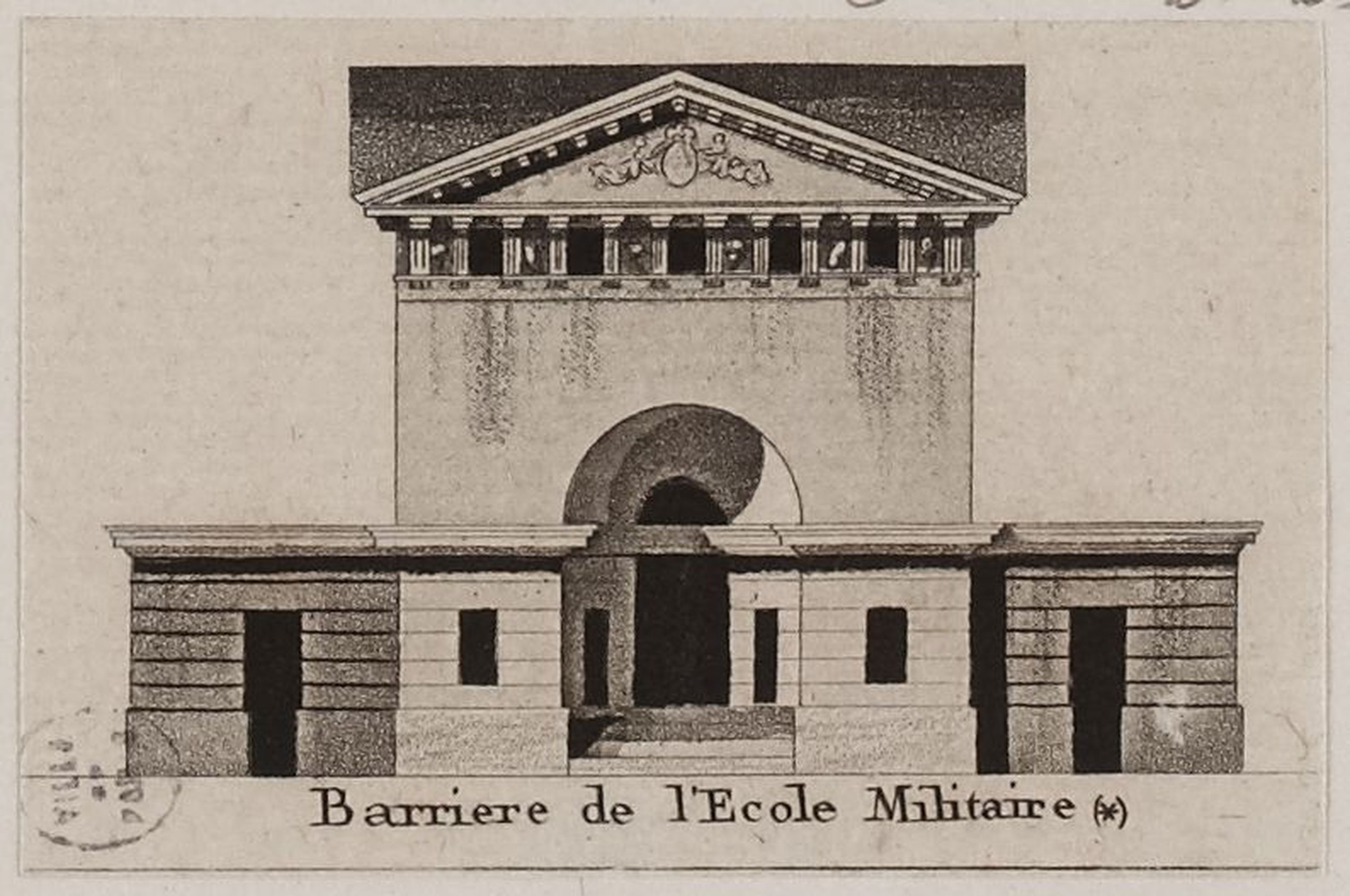
Dessin en élévation d'un des pavillons principaux de la barrière de l'École-Militaire.
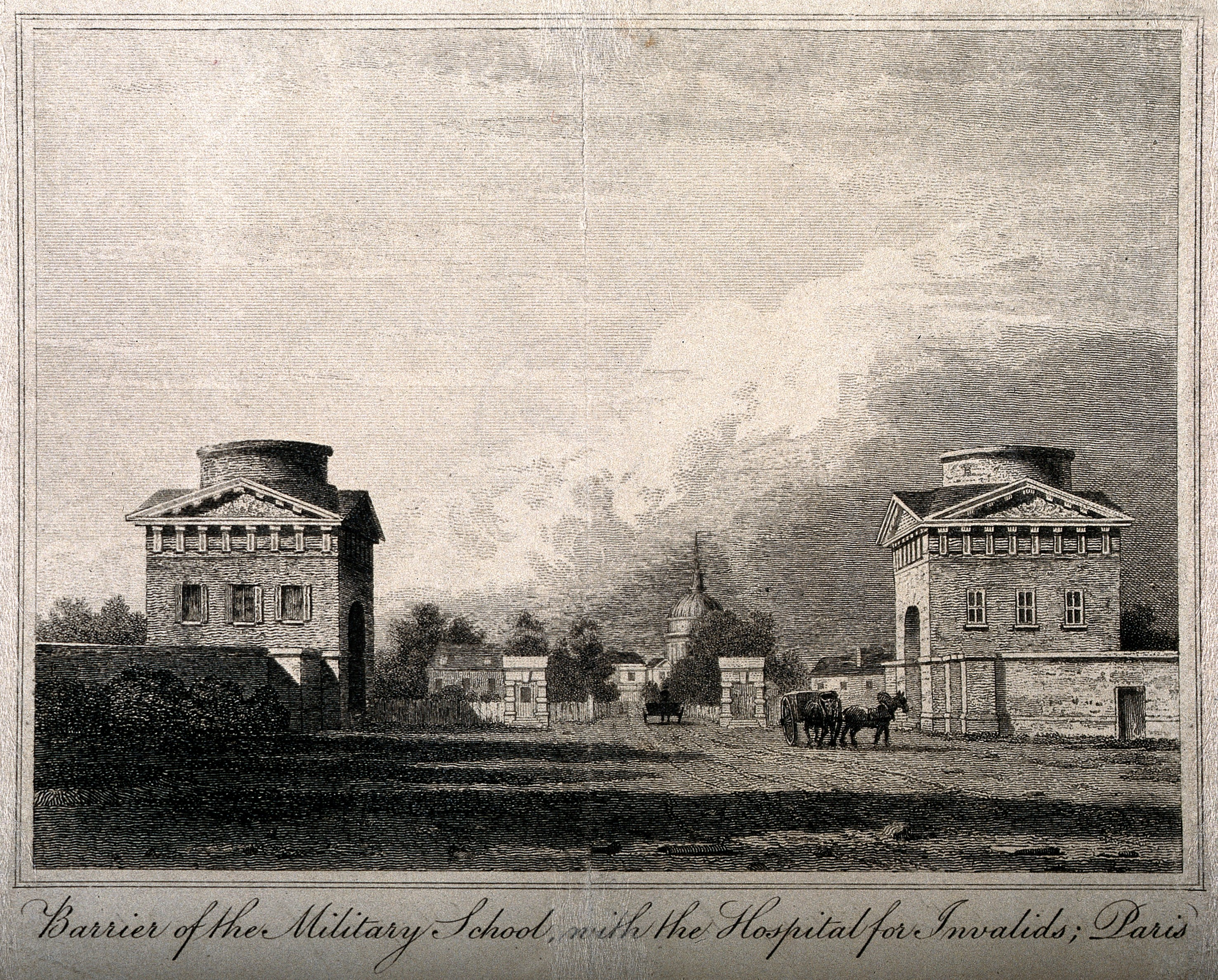
Dessin de la barrière de l'École-Militaire.
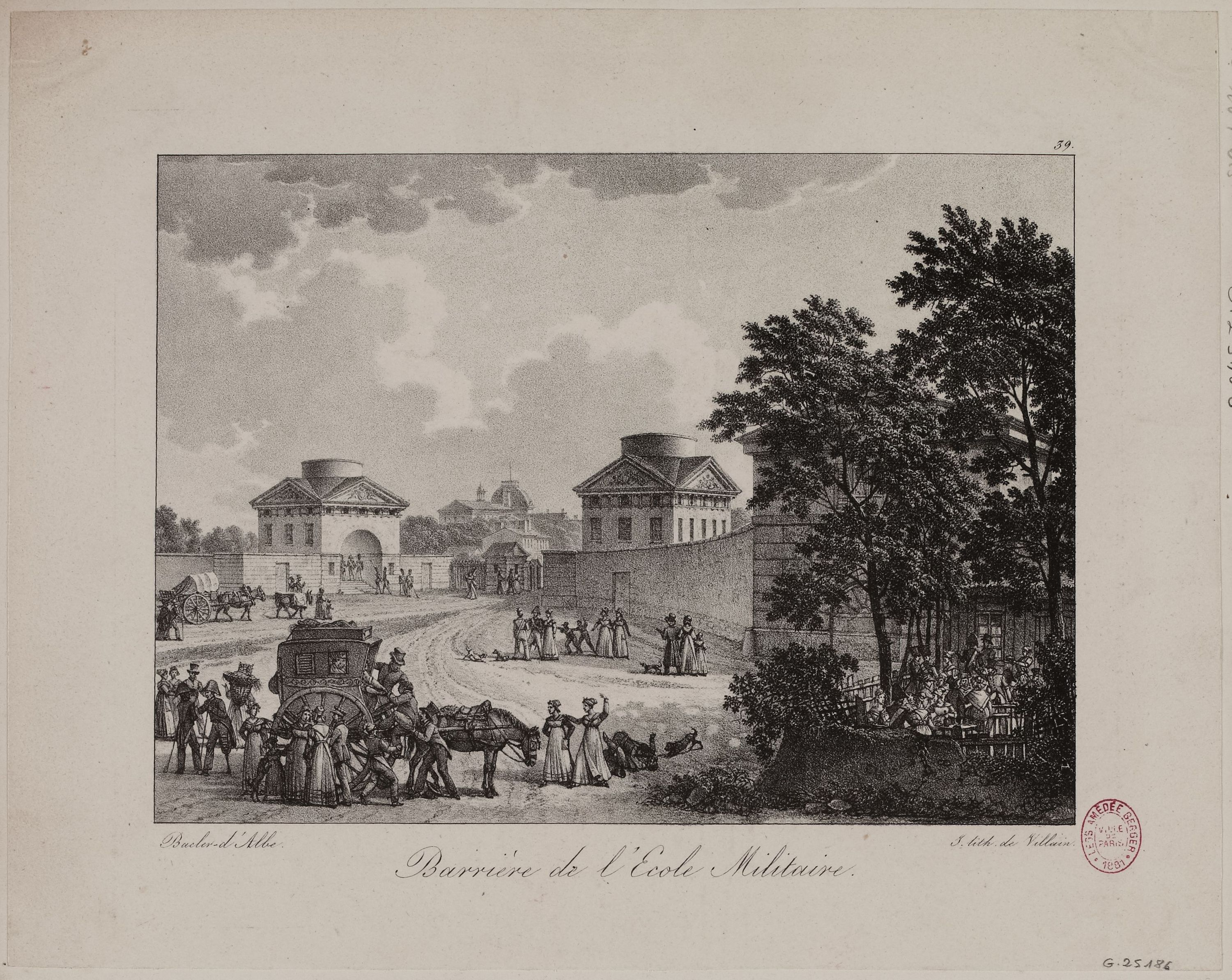
Lithographie de la barrière de l'École-Militaire, avant 1824.
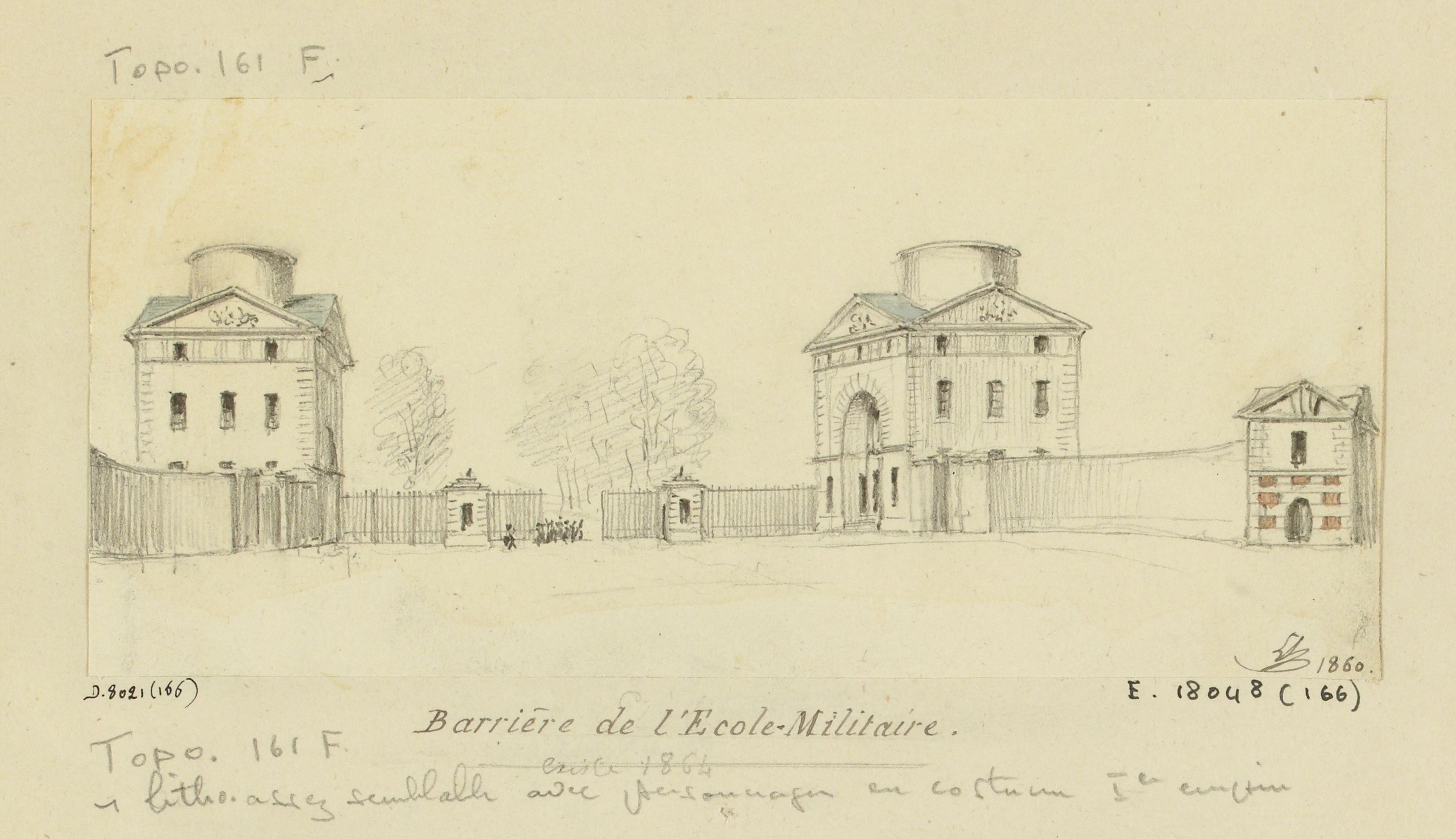
Dessin de la barrière de l'École-Militaire en 1860.